# LaMarcus Reed
LaMarcus Reed III (Dallas, 31 oktober 1988) is een Amerikaans voormalig basketballer.

## Carrière
Reed speelde van 2007 tot 2012 voor de UT Arlington Mavericks collegebasketbal. Hij werd in 2012 niet gekozen in de NBA-draft maar speelde wel in de NBA Summer League voor de Portland Trail Blazers. Hij tekende in augustus daarop bij de Antwerp Giants waar hij eind december vertrok. Hij tekende daarop bij KK Fersped-Rabotnicki Skopje in Noord-Macedonië. Eind januari werd hij naar het Zweedse LF Basket Norrbotten gehaald als vervanger van landgenoot Corey Stokes. Voor het seizoen 2013/14 tekende hij een contract bij ETHA Engomis in Cyprus.
In 2014 tekende hij een contract bij het Griekse Aris BC, hij speelde 26 wedstrijden voor de club. In juli 2015 tekende hij bij het Franse Rouen Basket in de hoogste klasse maar werd midden november doorgestuurd. Daarna ging hij spelen voor het Finse KTP Basket waar hij het seizoen volmaakte.
Hij tekende voor het seizoen 2016/17 bij het Kosovaarse KB Peja waar hij begin februari vertrok. Hij tekende daarop bij het Roemeense Baschet Club Mureș waar hij het seizoen uitmaakte. Voor het seizoen 2017/18 tekende hij in Israël bij Hapoel Haifa waar hij in januari vertrok. Hij speelde de rest van het seizoen uit bij het Roemeense SCM U Craiova.
Voor het seizoen 2018/19 tekende hij in augustus bij Keravnos Nicosia uit Cyprus. Hij eindigde het seizoen bij Balkan Botevgrad waarmee hij Bulgaars landskampioen werd. Voor het seizoen 2019/20 tekende hij in september bij het Hongaarse Jászberényi KSE, begin december werd zijn contract ontbonden.

## Erelijst
- Bulgaars landskampioen: 2019